# Galactia grewiifolia
Galactia grewiifolia är en ärtväxtart som först beskrevs av George Bentham, och fick sitt nu gällande namn av Paul Hermann Wilhelm Taubert. Galactia grewiifolia ingår i släktet Galactia och familjen ärtväxter. Inga underarter finns listade i Catalogue of Life.